# Baikowe-Friedhof
Der Baikowe-Friedhof (ukrainisch Байкове кладовище Baikowe kladowyschtsche) ist einer der ältesten Friedhöfe der ukrainischen Hauptstadt Kiew.

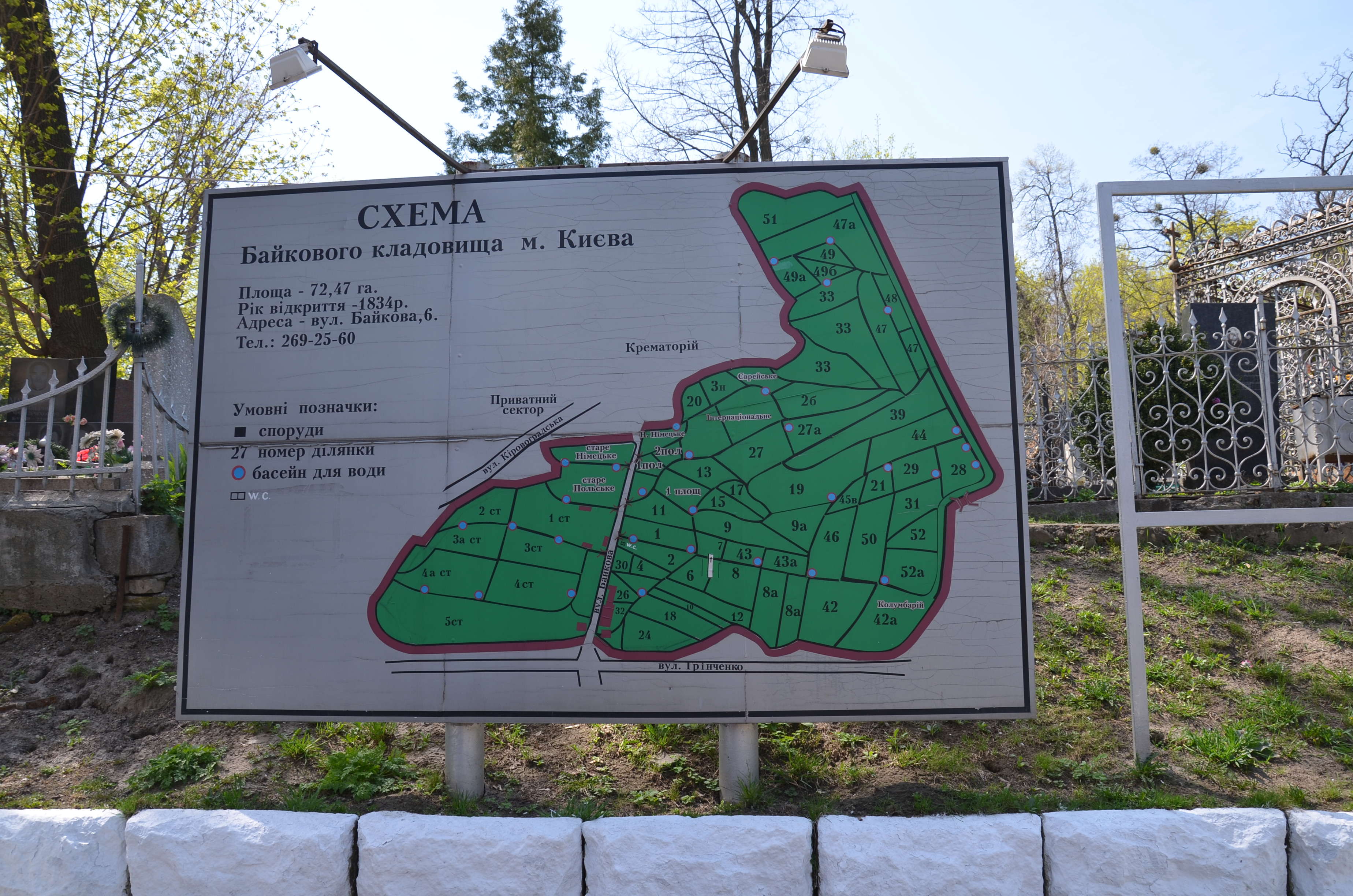
Übersichtsplan des Friedhofs

Der seit 1833 bestehende Friedhof hat eine Größe von 72,47 Hektar und liegt im Stadtbezirk Holossijiw.

## Geschichte

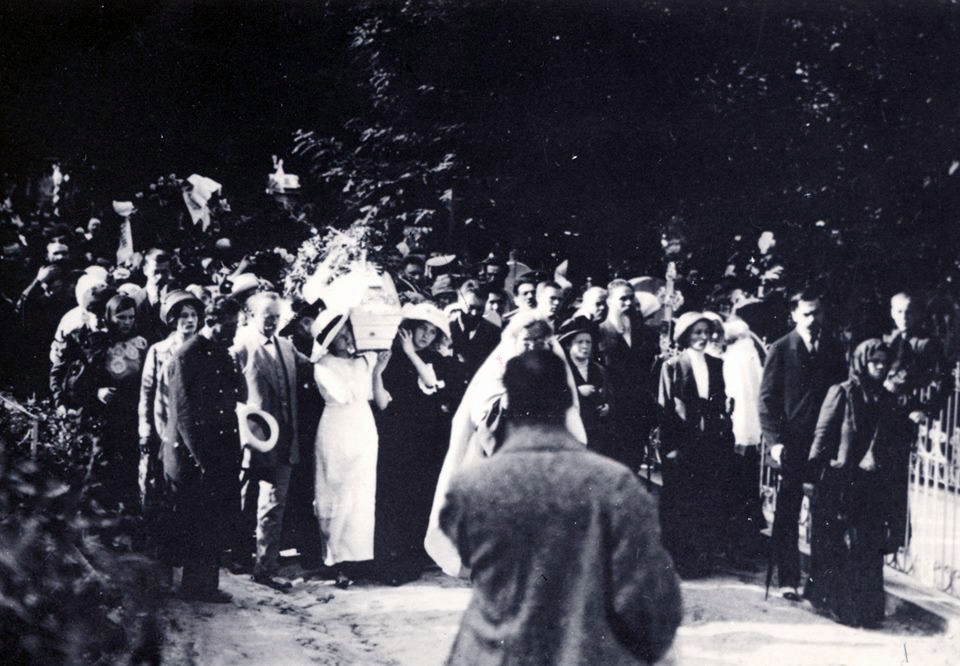
Beerdigung von Lessja Ukrajinka 1913

Als einer der ältesten Friedhöfe der Stadt wurde der Baikowe-Friedhof im Jahr 1833 neben dem Hof des Generals Sergei Wassiljewitsch Baikow (1772–1848), einem Helden im Krieg gegen Napoleon, angelegt und gab so dem Friedhof seinen Namen. Der Friedhof wurde in einen Teil für orthodoxe Christen, einen für Katholiken und einen Teil für Lutheraner unterteilt, wobei jede Sektion eine eigene Friedhofskapelle besaß. In den 1880er Jahren wurde der Friedhof erweitert, so dass es einen „Alten“ und einen „Neuen“ Baikowe-Friedhof gibt, die durch eine Straße getrennt sind. Nach der Einebnung des Askold-Friedhofs 1934 übernahm der Baikowe-Friedhof dessen Status als bedeutendster Friedhof der Stadt. Auf dem „Neuen“ Baikowe-Friedhof gibt es auch einen jüdischen, polnischen, „neuen“ deutschen und einen internationalen Abschnitt.
Viele der Grabstätten des Friedhofs wurden von berühmten, in Kiew wirkenden Architekten wie Władysław Horodecki und Wladimir Nikolajew errichtet.
Die orthodoxe Himmelfahrtskirche wurde von 1884 bis 1889 im byzantinischen Stil aus dem Erlös des Verkaufs von Grabstätten auf dem Friedhof errichtet.
1975 wurde im westlichen Teil des Friedhofs ein neues Krematorium gebaut.
Im Oktober 1958 warfen unbekannte Täter 39 Denkmäler im jüdischen Teil des Baikowe-Friedhofs um, die die Stadtverwaltung auf eigene Kosten restaurierte (der Schaden belief sich auf 30 Tausend Rubel). Ein weiterer Vorfall ereignete sich kurz vor Pessach 1962, als 50 jüdische Denkmäler auf dem Friedhof von Baikowe zerstört wurden.

## Beigesetzte Persönlichkeiten
Auf dem Baikowe-Friedhof wurden unter anderem folgende Persönlichkeiten bestattet:
A

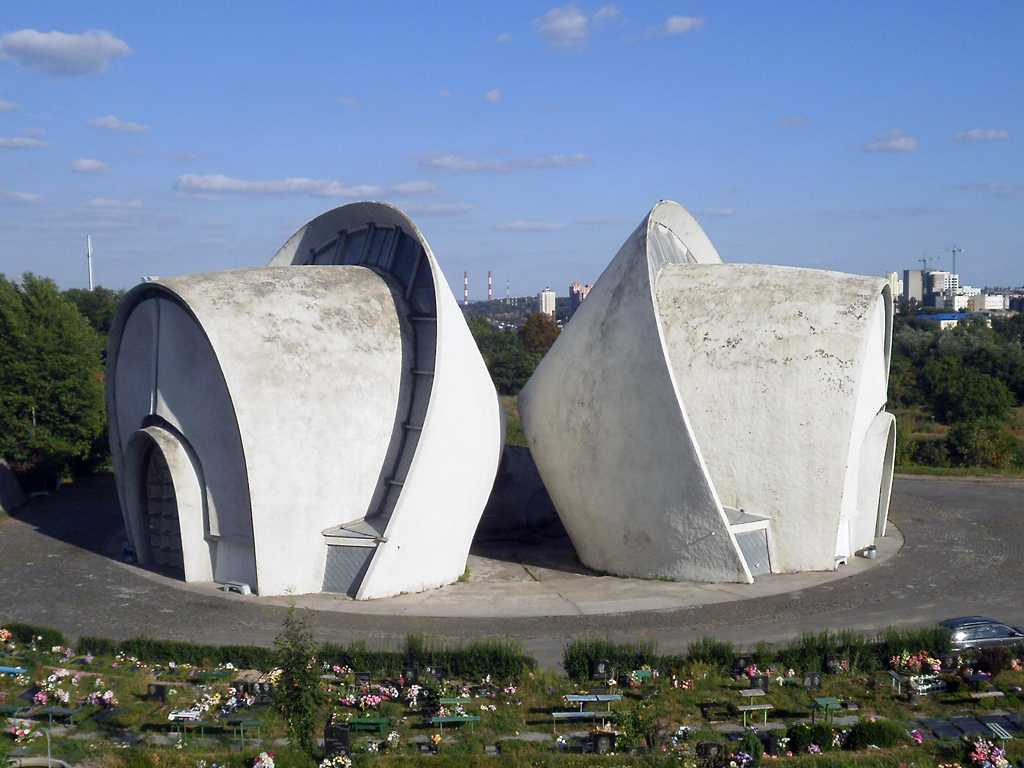
Krematorium des Friedhofs

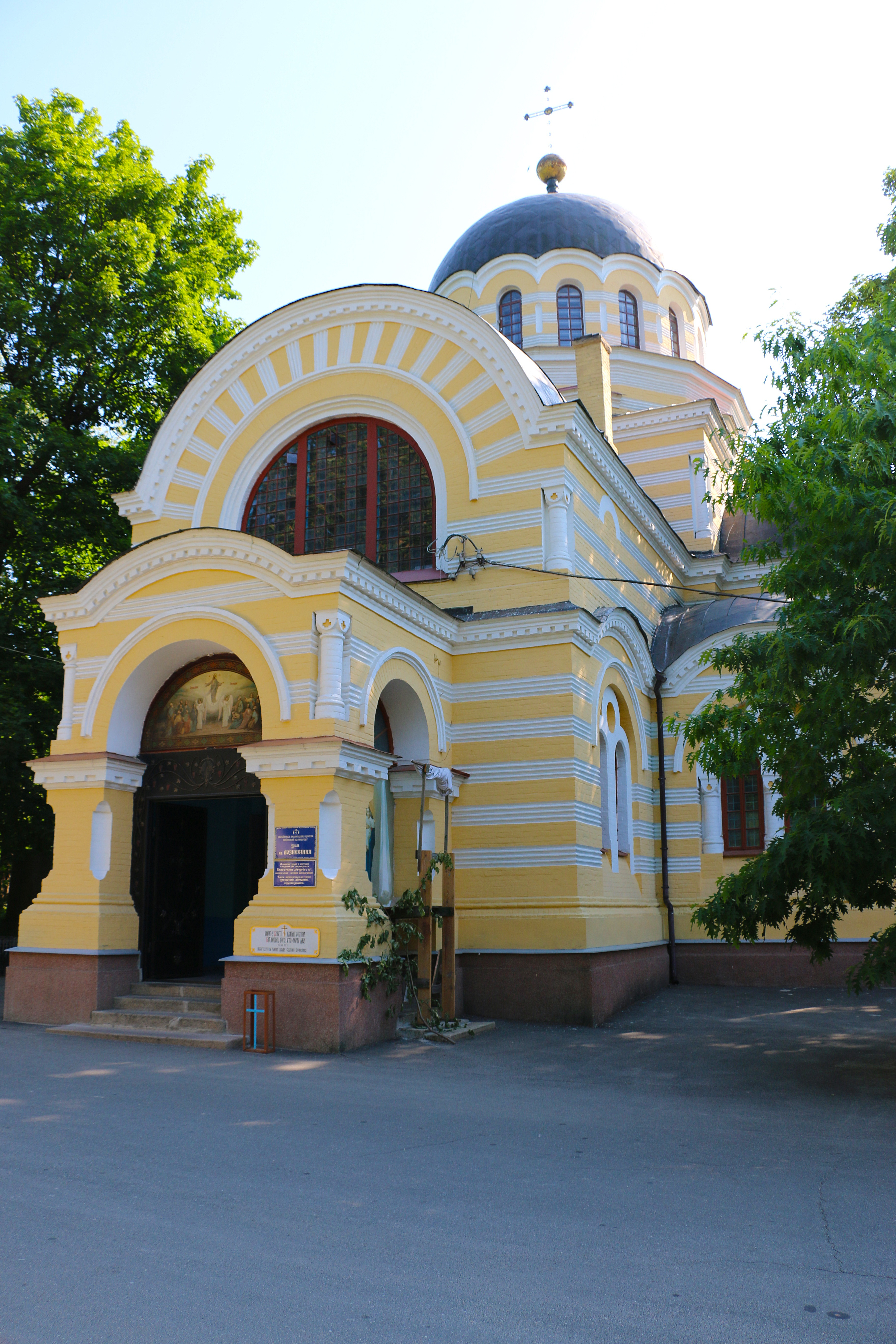
Die orthodoxe Himmelsfahrtskirche auf dem Friedhof

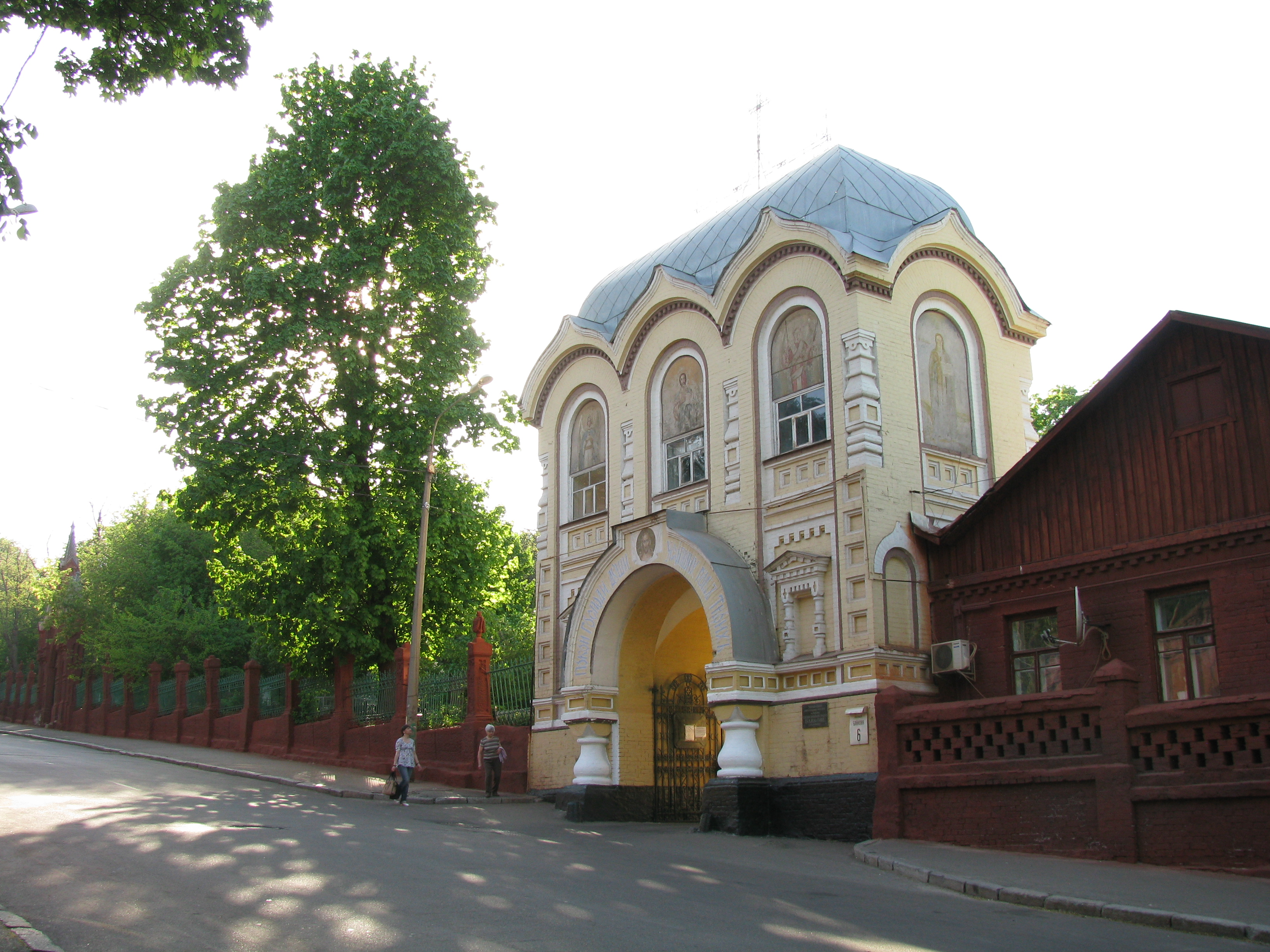
Haupteingang zum orthodoxen Friedhofsteil

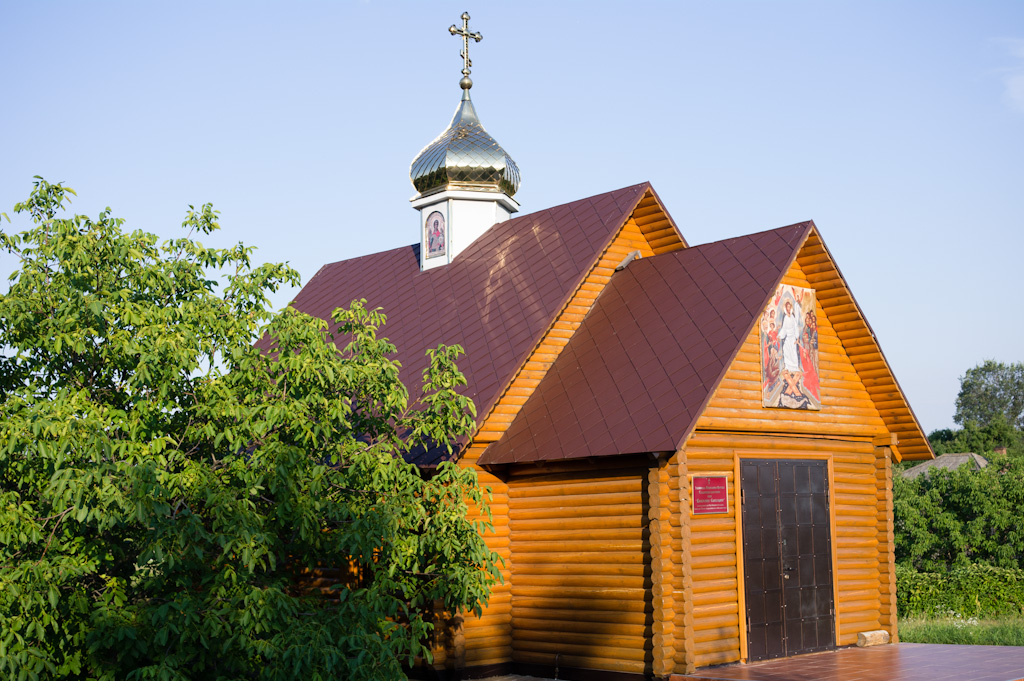
„Auferstehungskirche“ auf dem Friedhof

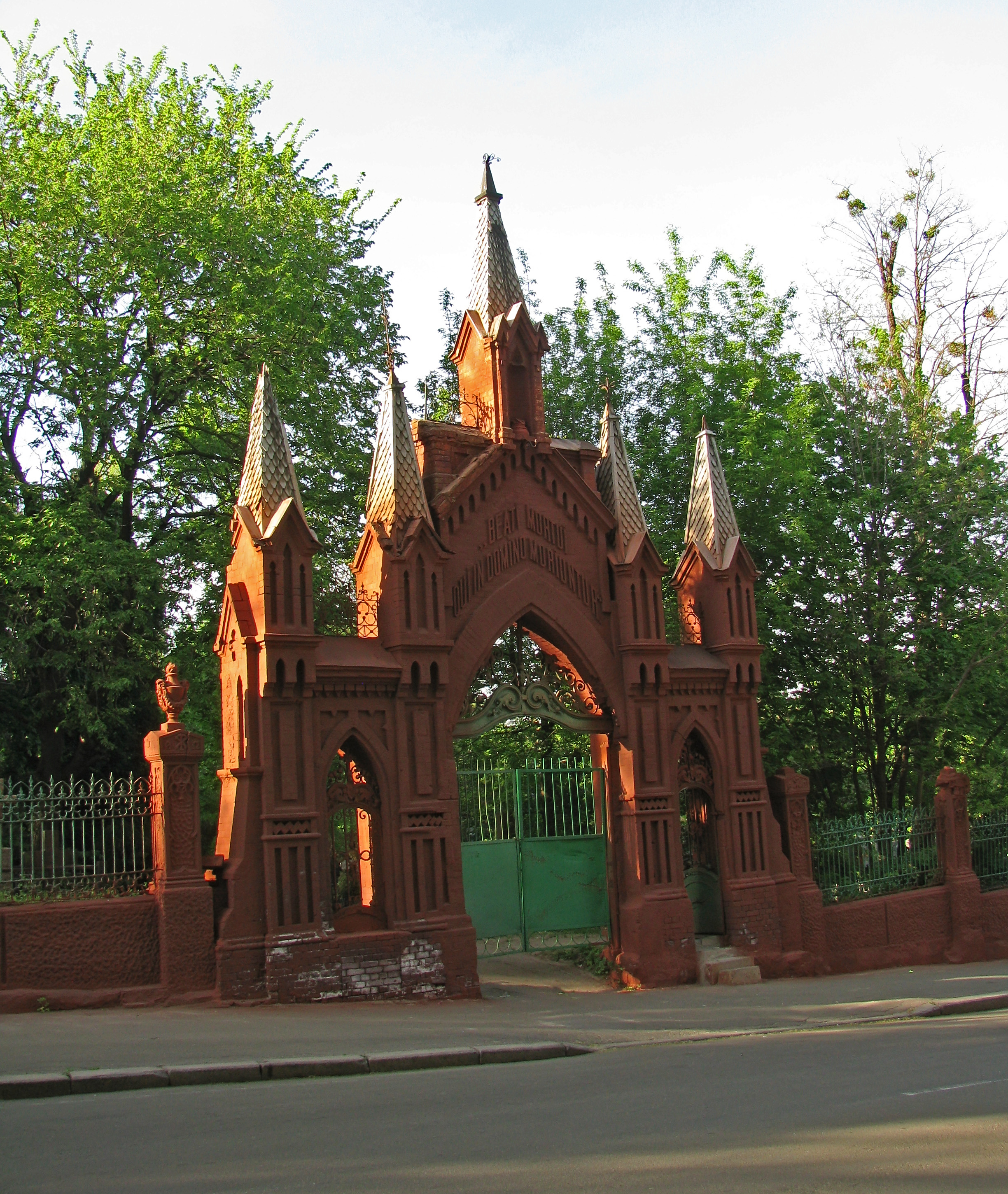
Tor zum katholischen Friedhofsteil

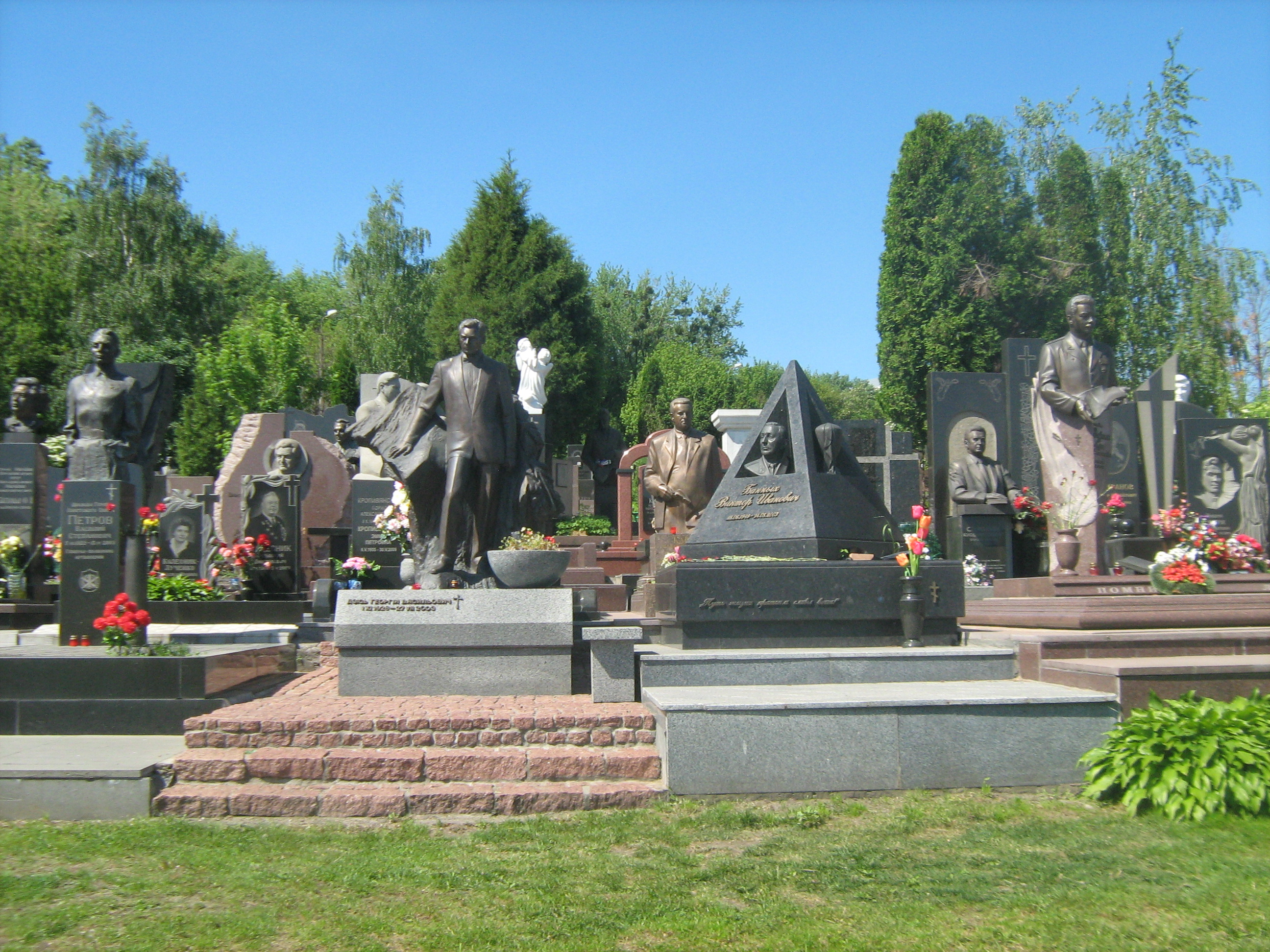
Grabmale auf dem Friedhof; Mitte links das Grab von Heorhij Dsis

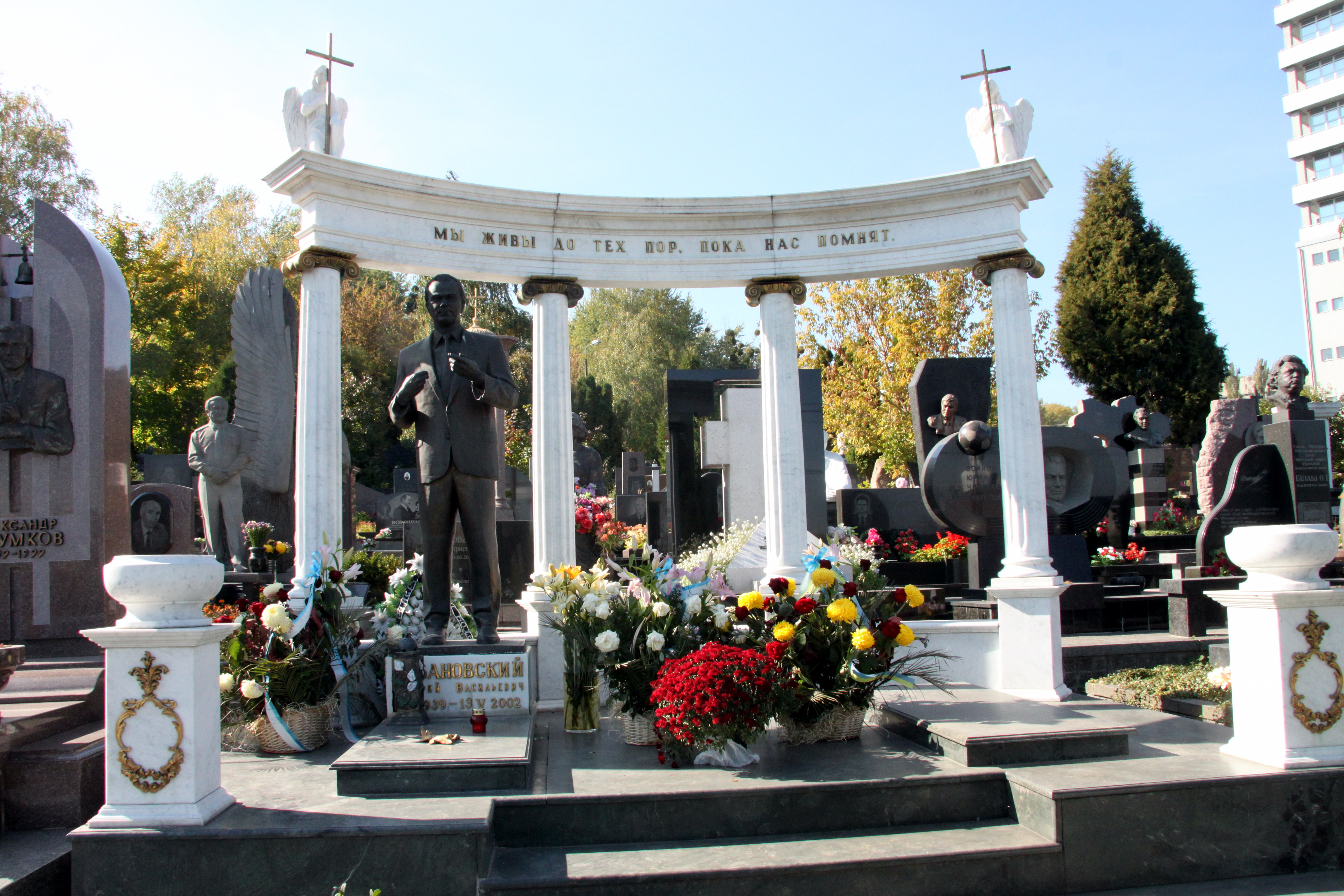
Das Grabmal des Fußballnationaltrainers Walerij Lobanowskyj

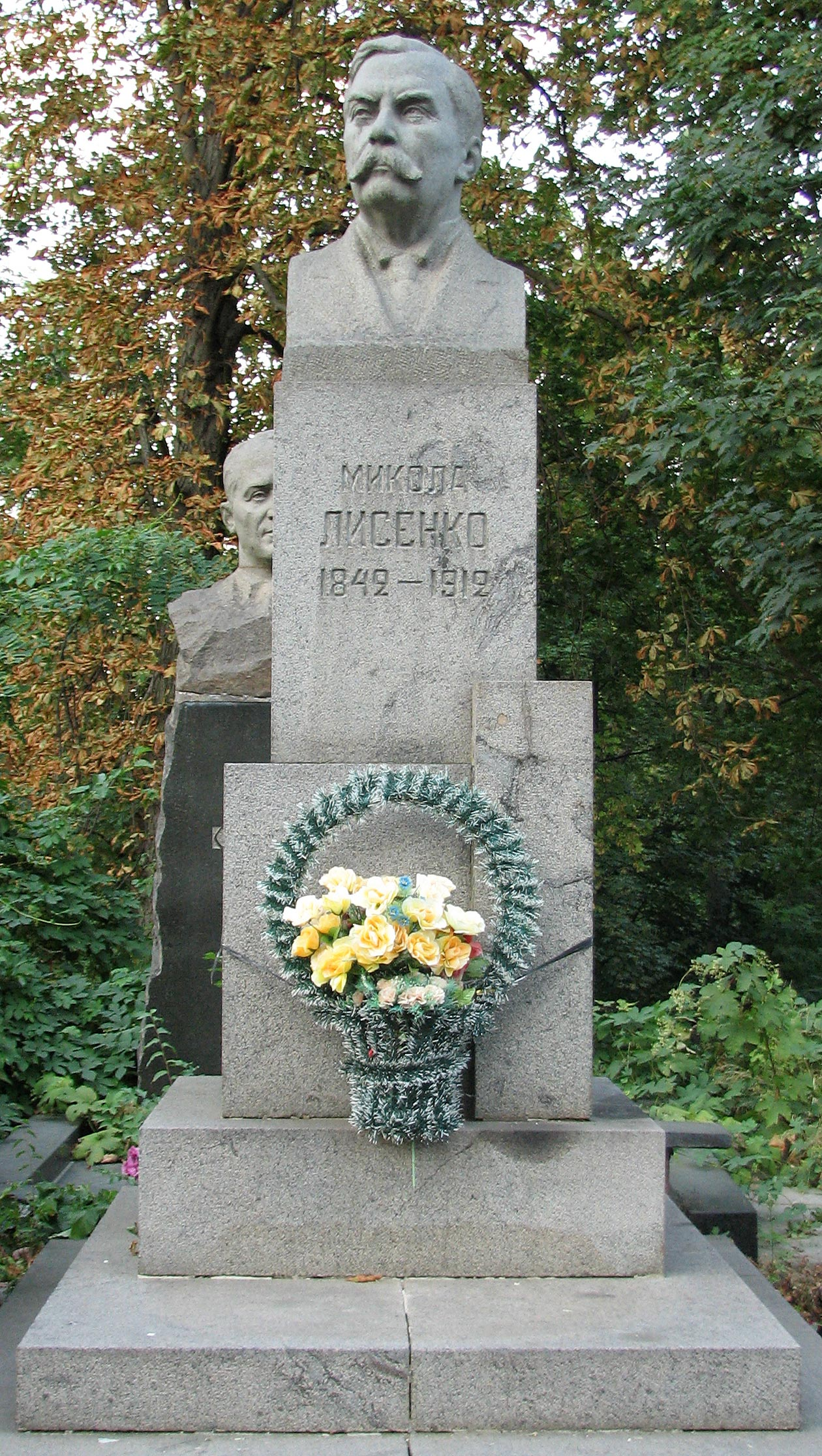
Grab des Komponisten Mykola Lyssenko

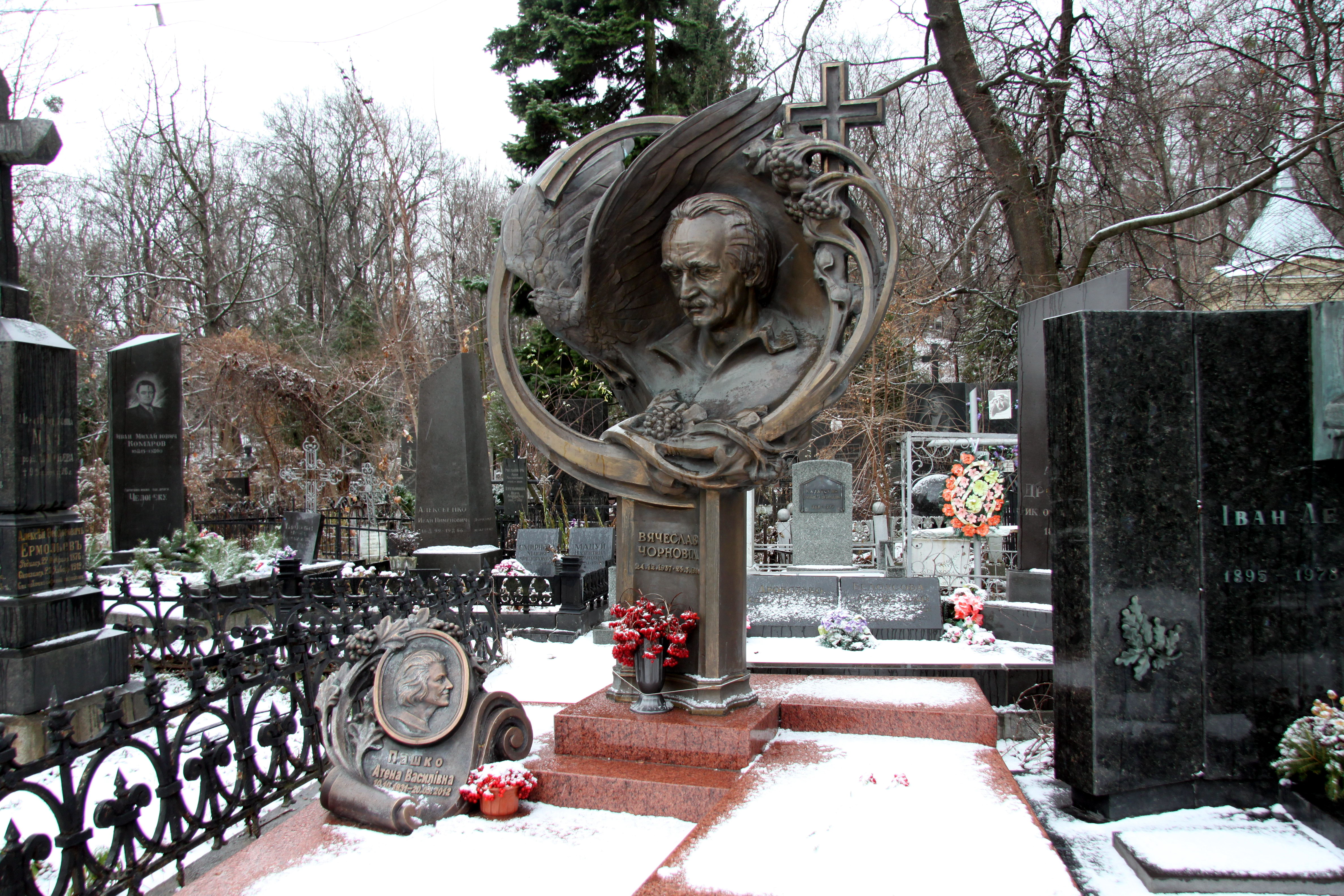
Grabstätte von Wjatscheslaw Tschornowil

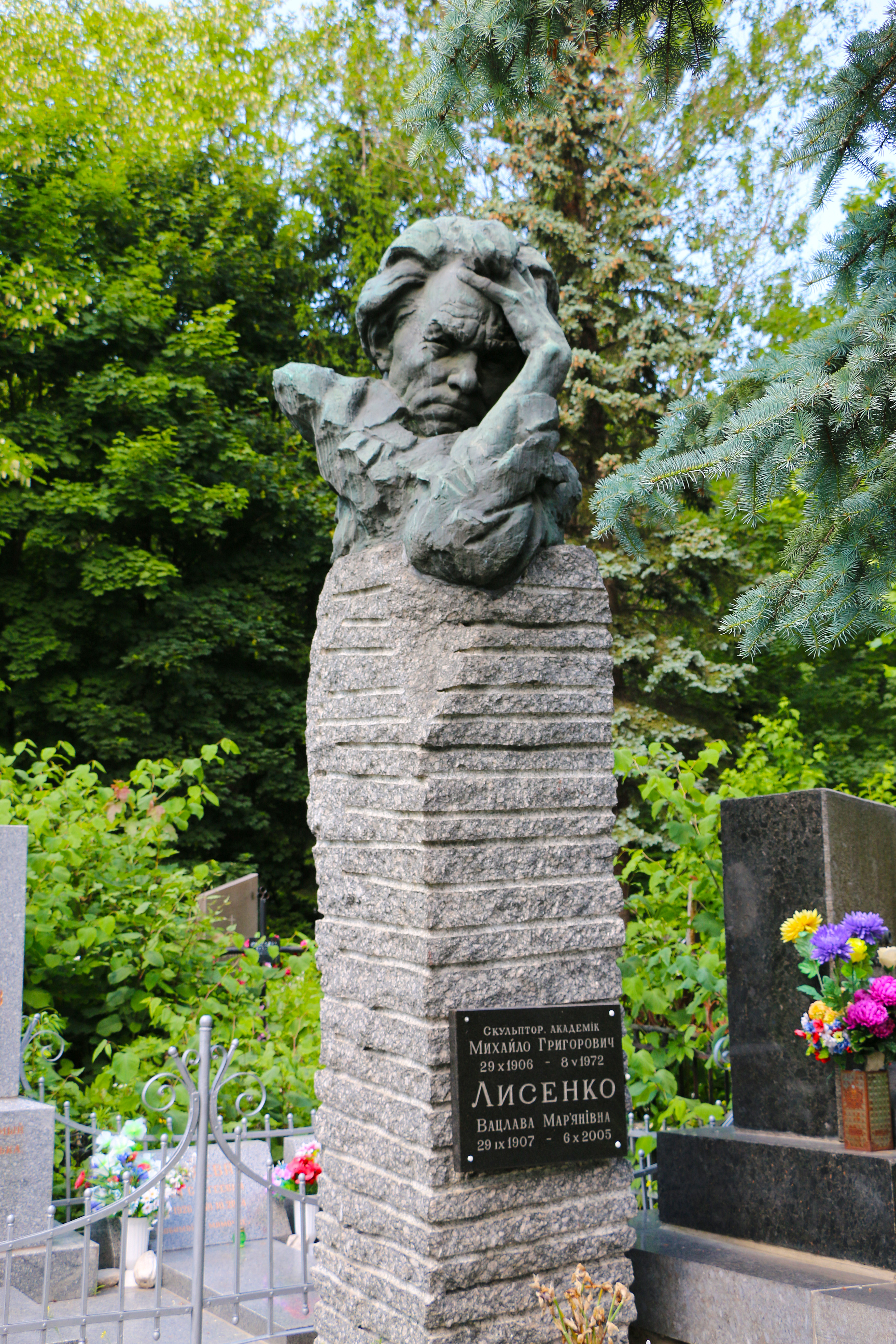
Mychailo Lyssenkos Grab

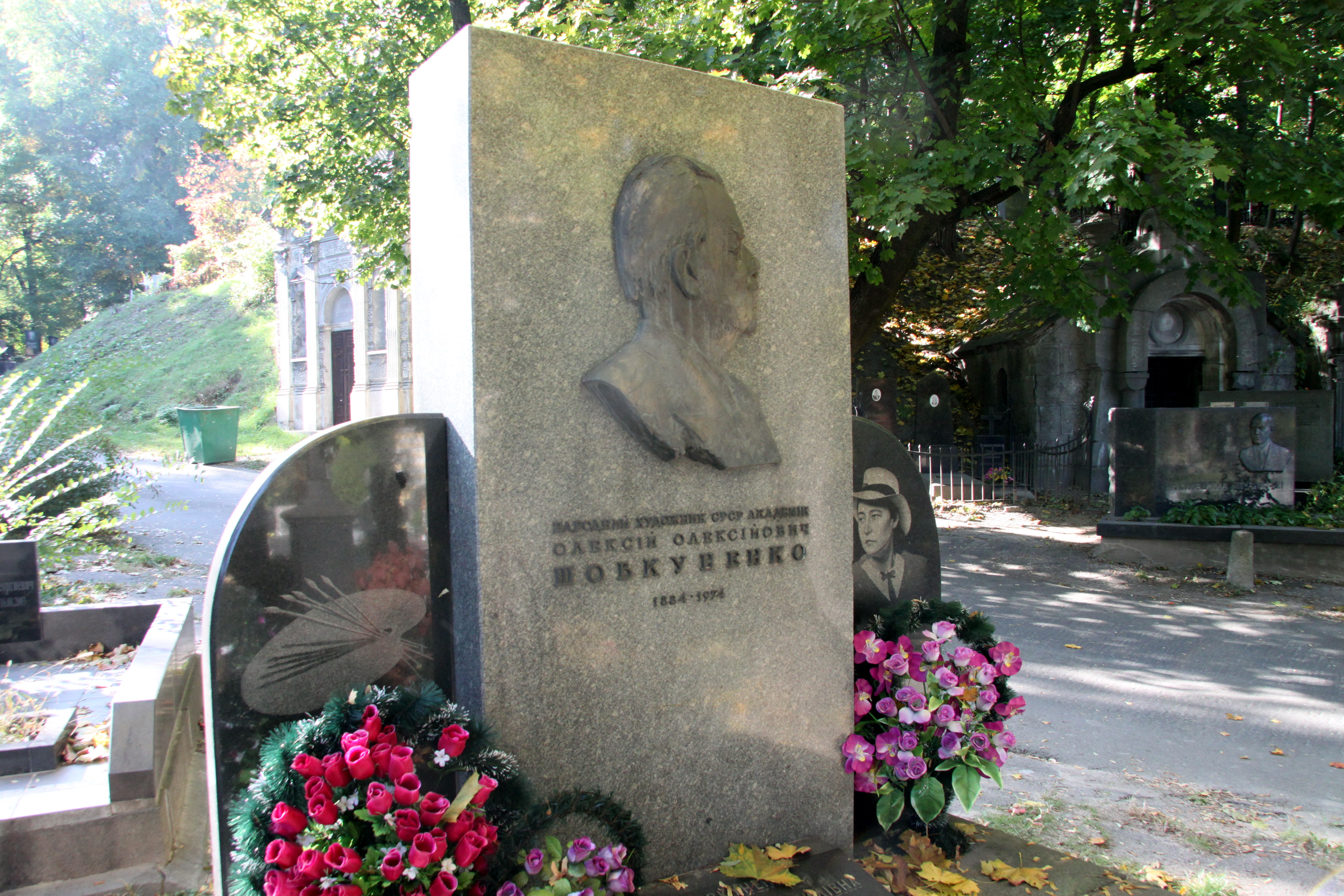
Grab von Oleksij Schowkunenko

- Nikolai Amossow (1913–2002), Herzchirurg, Konstrukteur und Buchautor
- Fedir Anders (1868–1926), ukrainischer Luftschiffbauer[4]
- Oleg Antonow (1906–1984), Flugzeugkonstrukteur
- Wolodymyr Antonowytsch (1834–1908), Historiker, Archäologe, Ethnograph, Professor und Politischer Aktivist
- Polina Astachowa (1936–2005), Kunstturnerin[5]
- Anatolij Awdijewskyj (1933–2016), Komponist und Chorleiter[6]

B

- Andrij Bal (1958–2014), Fußballspieler und -trainer[7]
- Anatolij Baranowskyj (1906–1988), sowjetisch-ukrainischer Diplomat und Politiker
- Mykola Baschan (1904–1983), Dichter, Publizist und Übersetzer klassischer Literatur[8]
- Jurij Bedsyk (1925–2008), ukrainisch-sowjetischer Schriftsteller[9]
- Jewhen Beresnjak (1914–2013), sowjetisch-ukrainischer Agent und Generalmajor
- Vincent Beretti (1781–1842), ukrainischer Architekt italienischer Abstammung[10]
- Sergo Beria (1924–2000), georgisch-sowjetischer Funktechniker und Raketenkonstrukteur
- Oleksandr Bilasch (1931–2003), Komponist und Dichter
- Iwan Bilodid (1906–1981), sowjetisch-ukrainischer Linguist
- Dmytro Bilous (1920–2004), Dichter, Übersetzer und Literaturkritiker
- Mychajlo Bilyj (1922–2001), sowjetisch-ukrainischer Parlamentspräsident, Physiker und Universitätsrektor
- Waljanzin Bjalkewitsch (1973–2014), belarussisch-ukrainischer Fußballspieler[11]
- Felix Blumenfeld (1863–1931), Komponist, Dirigent und Pianist
- Mykola Bobrezkyj (1843–1907), Zoologe, Professor und Universitätsrektor
- Oleksandr Bojtschenk (1903–1950), Schriftsteller und Politiker
- Boryslaw Brondukow (1938–2004), Schauspieler
- Oleksandr Brodskyj (1895–1969), Chemiker und Physiker
- Serhij Buchalo (1907–1988), Politiker und Wissenschaftler
- Leonid Bulachowskyj (1888–1961), Linguist und Slawist[12]
- Afanassi Bulgakow (1859–1907), Theologe und Kirchenhistoriker[13]
- Inna Burdutschenko (1939–1960), Filmschauspielerin
- Leonid Bykow (1928–1979), ukrainisch-sowjetischer Filmregisseur, Schauspieler und Drehbuchautor[14]

C

- Wikentij Chwoika (1850–1914), Archäologe

D

- Wolodymyr Dachno (1932–2006), Animator, Animationsfilm-Regisseur und Drehbuchautor[15]
- Konstantin Dankewitsch (1905–1984), Komponist, Pianist, Dirigent und Hochschullehrer
- Alexander Dawydow (1912–1993), Physiker
- Taras Denyssenko (1965–2017), Filmschauspieler und -regisseur[16]
- Wolodymyr Denyssenko (1930–1984), Filmregisseur und Drehbuchautor
- Mychajlo Derehus (1904–1997), Maler, Grafiker, Pädagoge und Kulturaktivist
- Anatolij Dimarow (1922–2014), Schriftsteller[17]
- Ljubomyr Dmyterko (1911–1985), Schriftsteller, Dichter und Übersetzer[18]
- Anatolij Dobrowolskyj (1910–1988), Architekt
- Marija Dolina (1922–2010), Pilotin
- Mykola Dremljuha (1917–1998), Komponist und Hochschullehrer
- Wolodymyr Drosd (1939–2003), Schriftsteller
- Heorhij Dsis (1926–2003), Ökonom und Politiker
- Anton Dumanski (1880–1967), Chemiker

E

- Gustav Eismann (1824–1884), Hochschullehrer und Bürgermeister von Kiew

F

- Konstantin Feofilaktow (1818–1901), Geologe und Universitätsrektor
- Feodor Fortinski (1846–1902), Historiker und Universitätsrektor
- Heorhij Fuks (1927–2008), Brückenbauingenieur

G

- Wiktor Gluschkow (1923–1982), Informatiker
- Nikolai Grinko (1920–1989), Schauspieler
- Max Gubergriz (1886–1951), Arzt und Internist

H

- Lidija Herassymtschuk (1922–1958), Primaballerina
- Wadym Hetman (1935–1998), Ökonom und Politiker
- Mykola Hluschtschenko (1901–1977), Kunstmaler und Spion[19]
- Borys Hmyrja (1903–1969), Opern- und Kammersänger
- Dmytro Hnatjuk (1925–2016), Opernsänger[20]
- Andrij Holowko (1897–1972), Schriftsteller
- Wadym Homoljaka (1914–1980), Komponist, Musikpädagoge und Schauspieler
- Iwan Hontschar (1911–1993), Bildhauer, Maler, Sammler und Ethnographen
- Oles Hontschar (1918–1995), Schriftsteller, Literaturkritiker und sozialer Aktivist
- Pjotr Gontscharow (1888–1970), Komponist
- Mychajlo Hretschucha (1902–1976), ukrainisch-sowjetischer Politiker, Vorsitzender des Obersten Sowjets der USSR
- Borys Hrintschenko (1863–1910), Schriftsteller, Lehrer, Sprachwissenschaftler, Ethnograph, Politiker[21]
- Iwan Hruschezkyj (1904–1982), ukrainisch-sowjetischer Politiker, Vorsitzender des Obersten Sowjets der USSR
- Mychajlo Hruschewskyj (1866–1934), Historiker, Politiker und ukrainischer Patriot
- Witalij Hubarenko (1834–2000), Komponist
- Wolodymyr Hussjew (1927–2014), Bürgermeister von Kiew[22]
- Andrij Hussin (1972–2014), Fußballspieler[23]
- Jewhen Huzalo (1937–1995), Schriftsteller, Journalist und Drehbuchautor

J

- Tetjana Jablonska (1917–2005), Kunstmalerin
- Ljubow Janowska (1861–1933), Schriftstellerin
- Jurij Janowskyj (1902–1954), Schriftsteller, Dramatiker, Dichter und Drehbuchautor
- Iwan Jischakewytsch (1864–1962), Kunstmaler und Grafiker[24]

K

- Halyna Kaltschenko (1926–1975), Bildhauerin
- Nykyfor Kaltschenko (1906–1989), ukrainisch-sowjetischer Politiker, Vorsitzender des Ministerrates der USSR
- Iwan Karabyz (1945–2002), Komponist und Dirigent
- Iossif Karakis (1902–1988), sowjetischer Architekt
- Wladimir Karawajew (1811–1892), Chirurg und Augenarzt[25]
- Wassyl Kasijan (1896–1976), Grafiker und Politiker[26]
- Iwan Kawaleridse (1887–1978), Bildhauer und Filmschaffender[27]
- Heorhij Kirpa (1946–2004), Politiker
- Oleksandr Kistjakiwskyj (1833–1885), Kriminalist und Rechtswissenschaftler
- Oleksij Kolomijtschenko (1898–1974), HNO-Arzt und Hochschullehrer
- Oleksandr Konyskyj (1836–1900), Schriftsteller, Übersetzer, Verleger, Lexikograf
- Oleksandr Kornijtschuk (1905–1972), ukrainisch-sowjetischer Publizist, Autor Essayist und Politiker
- Demjan Korottschenko (1894–1969), ukrainisch-sowjetischer Politiker, Vorsitzender des Obersten Sowjets der USSR
- Petro Kossatsch (1842–1909), Staatsrat, Anwalt, Pädagoge und Philanthrop
- Wiktor Kossenko (1896–1938), Komponist, Lehrer und Pianist[28]
- Jossyp Kossonohow (1866–1922), Physiker, Geophysiker, Meteorologe,
- Platon Kostjuk (1924–2010), ukrainisch-sowjetischer Neurophysiologe und Politiker
- Pylyp Kosyzkyj (1893–1960), ukrainischer Komponist und Musikwissenschaftler
- Wilhelm Kotarbiński (1848–1921), polnischer symbolistischer Maler
- Hryhorij Kotschur (1908–1994), Übersetzer
- Sydir Kowpak (1887–1967), General, Partisanenführer
- Walerij Kowtun (1944–2005), ukrainischer Balletttänzer und Choreograph[29]
- Fotij Krassyzkyj (1873–1944), Kunstmaler
- Wolodymyr Krawez (1930–2011), Politiker und Diplomat
- Jurij Krawtschenko (1951–2005), Politiker[30]
- Leonid Krawtschuk (1934–2022), ukrainisch-sowjetischer Politiker
- Stepan Kryschaniwskyj (1911–2002), Dichter, Übersetzer, Literaturwissenschaftler und Folklorist
- Wassyl Kutscher (1911–1967), Schriftsteller

L

- Jewhen Lasarenko (1912–1979), Geologen, Mineraloge und Universitätsrektor[31]
- Iwan Le (1895–1978), ukrainischer Schriftsteller[32]
- Oleksandr Ljaschko (1915–2002), ukrainisch-sowjetischer Politiker, Vorsitzender des Obersten Sowjets und Ministerpräsident der USSR
- Borys Ljatoschynskyj (1895–1968), Komponist
- Walerij Lobanowskyj (1939–2002), Fußball-Nationaltrainer[33]
- Abram Lufer (1905–1948), Pianist und Hochschullehrer
- Mykola Lukasch (1919–1988), Übersetzer, Linguist und Polyglott
- Lewko Lukjanenko (1928–2018), Dissident, Bürgerrechtler, Politiker und Diplomat
- Dmytro Luzenko (1921–1989), Dichter und Liedtexter
- Mychajlo Lyssenko (1906–1972), Bildhauer
- Mykola Lyssenko (1842–1912), Komponist, Pianist und Dirigent

M

- Heorhij Majboroda (1913–1992), Komponist[34]
- Platon Majboroda (1918–1989), Komponist
- Wadym Malachatko (1977–2023), ukrainischer Schachspieler
- Andrij Malyschko (1912–1970), Dichter, Übersetzer, Literaturkritiker und Publizist
- Dmitri Manuilski (1883–1959), Politiker
- Oleksandr Markewytsch (1905–1999), ukrainisch-sowjetischer Zoologe[35]
- Teren Massenko (1903–1970), Journalist, Dichter und Übersetzer[36]
- Julius Mazonn (1817–1885), Mediziner
- Julij Mejtus (1903–1997), Komponist
- Jurij Meschenko (1892–1969), Bibliograf, Literaturwissenschaftler, Historiker und Sammler[37]
- Oksana Meschko (1905–1991), Biologin und Dissidentin
- Konstantin Michailow (1910–1994), Schauspieler, Schauspiellehrer und Synchronsprecher
- Mykola Michnowskyj (1873–1924), Politiker und Nationalist[38]
- Jewhenija Miroschnytschenko (1931–2009), Opernsängerin
- Iwan Mykolajtschuk (1941–1987), Schauspieler, Regisseur und Drehbuchautor

N

- Heorhij Narbut (1886–1920), Maler und Grafiker
- Iwan Netschuj-Lewyzkyj (1838–1918), Schriftsteller und Übersetzer[39]
- Leonid Nowytschenko (1914–1996), Literaturkritiker und Philologe[40]

O

- Jurij Olenenko (1934–2010), ukrainischer Politiker und Diplomat[41]
- Leonid Ossyka (1940–2001), Filmregisseur

P

- Alexander Palladin (1885–1972), Biochemiker und Akademiepräsident[42]
- Petro Pantsch (1891–1978), Schriftsteller[43]
- Borys Paton (1918–2020), Wissenschaftler und Präsident der Nationalen Akademie der Wissenschaften der Ukraine
- Jewgeni Paton (1870–1953), Wissenschaftler und Ingenieur für Brückenbau
- Mychailo Pawlowskyj (1942–2004), Wissenschaftler und Politiker[44]
- Wladimir Peresypkin (1914–2004), Wissenschaftler, Rektor der ukrainischen Landwirtschaftsakademie
- Leonid Perwomajskyj (1908–1973), Schriftsteller und Dichter
- Walter Petrowytsch (1817–1889), Anatom und Physiologe
- Oksana Petrussenko (1900–1940), Opernsängerin[45]
- Anatolij Petryzkyj (1895–1964), Künstler und Bühnenmaler
- Iwan Pljuschtsch (1941–2014), Politiker[46]
- Wolodymyr Poljatschenko (1938–2012), Unternehmer, Politiker und Honorarkonsul
- Myroslaw Popowytsch (1930–2018), Philosoph[47]
- Olena Ptschilka (1849–1930), Schriftstellerin, Journalistin und Ethnologin
- Mychajlo Ptucha (1884–1961), Statistiker, Demograph und Ökonom

R

- Wassyl Remeslo (1907–1983), Agrarwissenschaftler und Weizenzüchter
- Nikolai Rennenkampff (1832–1899), deutsch-russischer Rechtsanwalt, Universitätsrektor und Bürgermeister von Kiew
- Lewko Rewuzkyj (1889–1977), Komponist
- Andrij Romodanow (1920–1993), Neurochirurg
- Mykola Rudenko (1920–2004), Dissident, Menschenrechtler und Schriftsteller
- Oleksandr Russow (1847–1915), Statistiker, Anthropologe, Folklorist und Sozialaktivist
- Natan Rybak (1913–1978), Schriftsteller[48]
- Maksym Rylskyj (1895–1964), Dichter, Übersetzer und politischer Schriftsteller
- Roman Ratuschnyj (1997–2022), politischer Aktivist und Soldat

S

- Wolodymyr Sabolotnyj (1898–1962), Architekt
- Oleksij Sadowen (1857–1919), Mediziner und Universitätsrektor
- Mykola Sadowskyj (1856–1933), Schauspieler, Theaterdirektor und Sozialaktivist
- Pawlo Sahrebelnyj (1924–2009), Schriftsteller
- Panas Saksahanskyj (1859–1940), Schauspieler, Regisseur und Dramatiker
- Marija Sankowezka (1854–1934), Theaterschauspielerin
- Guri Sawin (1907–1975), Ingenieurwissenschaftler
- Oleksandr Schalimow (1918–2006), Chirurg, Mitgründer der ukrainischen chirurgischen Schule
- Ihor Schamo (1925–1982), Komponist, Gewinner des Taras-Schewtschenko-Preises[49]
- Hanna Schamraj-Hruschewska (1869–1943), Historikerin und Übersetzerin
- Maksym Schapowal (1978–2017), Generalmajor, Nachrichtendienstler, Held der Ukraine[50]
- Naum Schor (1937–2006), Mathematiker
- Petro Schelest (1908–1996), Politiker
- Wolodymyr Schemet (1873–1933), Journalist, Philologe und Politiker
- Paul Schleifer (1814–1879), Künstler und Architekt
- Oleksij Schowkunenko (1884–1974), Kunstmaler[51]
- Andrij Schtoharenko (1902–1992), Komponist und Hochschullehrer
- Wladimir Schtscherbitzki (1918–1990), Ministerpräsident
- Serhij Schyschko (1911–1997), Maler
- Pawlo Schytezkyj (1837–1911), Philologe, Linguist, Lexikograf und Ethnograf
- Oles Serhijenko (1932–2016), Dissident und Politiker
- Walentyn Shurskyj (1927–2014), Politiker
- Iwan Sikorskyj (1842–1919), Psychiater, Psychologe und Professor[52]
- Oleksandr Sintschenko (1957–2010), Politiker[53]
- Wiktor Skopenko (1935–2010), Chemiker und Universitätsrektor
- Mychajlo Skorulskyj (1887–1950), Komponist, Pianist, Dirigent und Hochschullehrer
- Jurij Smolytsch (1900–1976), Schriftsteller, Journalist und Theaterkritiker
- Wolodymyr Sosjura (1898–1965), Dichter
- Mychajlo Staryzkyj (1840–1904), Schriftsteller, Dramatiker und Theaterleiter
- Iwan Steschenko (1873–1918), Übersetzer, Schriftsteller und Politiker[54]
- Mychajlo Stelmach (1912–1983), Schriftsteller
- Jaroslawa Stezko (1920–2003), Politikerin
- Bohdan Stupka (1941–2012), Schauspieler
- Wassyl Stus (1938–1985), Dichter, Publizist und Dissident[55]
- Jewhen Swerstjuk (1928–2014), Philosoph, Schriftsteller, Literaturkritiker, Übersetzer, Herausgeber und sowjetischer Dissident[56]
- Iwan Switlytschnyj (1929–1992), Literaturkritiker, Dichter, Übersetzer, Menschenrechtsaktivist und Dissident[57]
- Julius von Szymanowski (1829–1868), Chirurg polnisch-deutscher Abstammung

T

- Leonid Tanjuk (1938–2016), ukrainischer Regisseur, Theaterdirektor und Politiker sowie sowjetischer Dissident[58]
- Leonid Teljatnikow (1951–2004), Leiter der Feuerwehr des Kernkraftwerks Tschernobyl
- Hryhir Tjutjunnyk (1931–1980), Schriftsteller
- Petro Tronko (1915–2011), Historiker und Politiker
- Dniprowa Tschajka (1861–1927), Schriftstellerin und Dichterin
- Mychajlo Tschalyj (1816–1907), Pädagoge, Schriftsteller, Journalist und Biograph
- Wjatscheslaw Tschornowil (1937–1999), Dissident, Menschenrechtler und Journalist
- Pawlo Tytschyna (1891–1967), Dichter und Politiker

U

- Hennadij Udowenko (1931–2013), Politiker und Diplomat
- Lessja Ukrajinka (1871–1913), Dichterin
- Oles Uljanenko (1962–2010), Schriftsteller[59]
- Terenti Umanski (1906–1992), sowjetischer General
- Natalija Uschwij (1898–1986), Schauspielerin

W

- Alexander Walter (1818–1889), russisch-ukrainischer Anatom und Physiologe
- Wanda Wasilewska (1905–1964), Politikerin und Schriftstellerin
- Stepan Wassyltschenko (1879–1932), Schriftsteller
- Mychajlo Waschtschenko-Sachartschenko (1825–1912), ukrainisch-russischer Mathematiker
- Oleksij Watschenko (1914–1984), ukrainisch-sowjetischer Politiker, Vorsitzender des Obersten Sowjets der USSR
- Hryhorij Werowka (1895–1964), ukrainischer Komponist und Chorleiter
- Mychajlo Werykiwskyj (1896–1962), Komponist
- Mykola Wilinskyj (1888–1956), Komponist und Hochschullehrer
- Mykola Winhranowskyj (1936–2004), Regisseur, Schriftsteller, Schauspieler und Dichter
- Pawlo Wirskyj (1905–1975), Tänzer und Choreograph[60]
- Serhij Wsechswjatskyj (1905–1984), Astronom und Hochschullehrer[61]
- Jurij Woronyj (1895–1961), Chirurg[62]
- Leonid Wyscheslawskyj (1914–2002), ukrainischer Schriftsteller
- Ostap Wyschnja (1889–1956), ukrainischer Schriftsteller, Humorist und Satiriker

Quellen: